# محوطه ئاوتال زینل خان
محوطه ئاوتال زینل خان مربوط به دوران‌های تاریخی پس از اسلام است و در شهرستان بیجار، بخش مرکزی، روستای زینل خان واقع شده و این اثر در تاریخ ۲۴ فروردین ۱۳۸۲ با شمارهٔ ثبت ۸۰۶۶ به‌عنوان یکی از آثار ملی ایران به ثبت رسیده است.